# Flings Owusu-Agyapong
Pour les articles homonymes, voir Owusu.
Flings Owusu-Agyapong (née le 16 octobre 1988 à Kumasi) est une sprinteuse ghanéenne.

## Carrière
Elle remporte plusieurs médailles en relais 4 x 100 mètres : l'argent aux Jeux africains de 2011, aux Championnats d'Afrique d'athlétisme 2012, aux Jeux africains de 2015 et aux Championnats d'Afrique d'athlétisme 2016 et le bronze aux Championnats d'Afrique d'athlétisme 2010 et aux  Championnats d'Afrique d'athlétisme 2014.
Elle est le porte-drapeau du Ghana lors des Jeux olympiques d'été de 2016.